# Cité Durmar
La cité Durmar est une voie du 11e arrondissement de Paris, en France.

## Situation et accès
La cité Durmar est une voie privée située dans le 11e arrondissement de Paris. Elle débute au 154, rue Oberkampf et se termine en impasse.
|  |  |  |
|  |  |  |

## Origine du nom
Le nom de la cité Durmar tire ses origines du nom de famille des anciens propriétaires. À la suite d'un mariage avec la famille Truillot, l'impasse sera aussi appelée cité Durmar-Truillot. À cette époque, ces deux familles exerçaient dans le domaine de l'horticulture et du maraichage. 
En 1873, Jean Baptiste DURMAR (1807-1897) est déjà résidant dans l'allée, sa fille Geneviéve Désirée DURMAR se mariera avec Gabriel Marie TRUILLOT en 1851, de cette union naitra Jean Gabriel et Jacques Marie TRUILLOT. La famille a un caveau au cimetière Père-Lachaise division 63.  
|  |  |  |
|  |  |  |

## Historique
La cité Durmar était à l’origine une ancienne enclave maraîchère avec une maison d’agriculteur, M. Durmar en fait l'acquisition en 1836 pour 15,000 Fr à M. Rouveau Jardinier-fleuriste.
|  |  |  |
|  |  |  |

À la fin du XIXe siècle, avec l'expansion de Paris, le quartier se densifie et les parcelles de cultures sont remplacées par des ateliers d’artisans en rez-de-chaussée avec des locaux d’habitation en étage. La cité Durmar se transforme en une impasse typique des faubourgs Parisiens, en 1909 l'impasse compte 13 ateliers d'artisanat, 3 magasins et un hôtel. Plusieurs faits divers ont illustré cette période :  
|  |  |  |  |
|  |  |  |  |
|  |  |  |  |

De nos jours, les constructions sont localisées autour d’une voie privée et pavée, accessibles par le bâtiment en front de rue. Les bâtiments de la cité Durmar sont toujours occupés par des artisans et des résidents habitant sur place. 
Cette cité figure dans plusieurs guides touristiques de Paris pour son intérêt historique et insolite.